# Piet Dickentman
Pieter Casper Johan Dikkentman (ur. 4 stycznia 1879 w Amsterdamie  – zm. 7 października 1950 tamże) – holenderski kolarz torowy, trzykrotny medalista torowych mistrzostw świata.

## Kariera

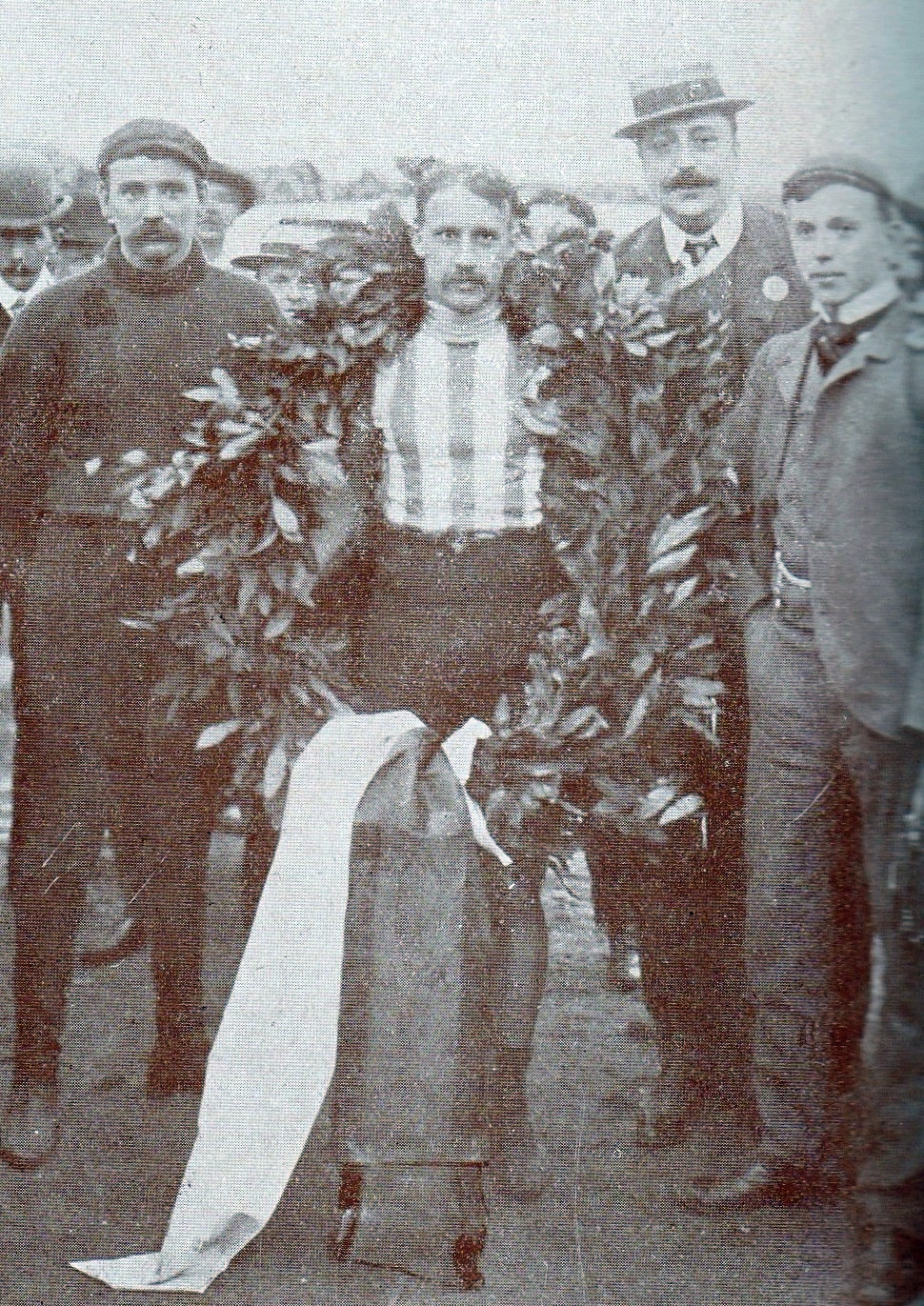
Mistrz Świata w Kopenhadze w 1903 r.

Pierwszy sukces w karierze Piet Dickentman osiągnął w 1900 roku, kiedy zwyciężył w wyścigu ze startu zatrzymanego na mistrzostwach Europy. Na mistrzostwach świata w Kopenhadze w 1901 roku w tej samej konkurencji zajął drugie miejsce za Niemcem Thaddäusem Roblem, a na rozgrywanych dwa lata później mistrzostwach świata w Lipsku był najlepszy. Ponadto na mistrzostwach świata w Antwerpii w 1905 roku zdobył brązowy medal w wyścigu ze startu zatrzymanego, ulegając jedynie Robertowi Walthourowi z USA i Francuzowi Paulowi Guignardowi. Oprócz tego zdobył jeszcze cztery medale torowych mistrzostw Europy; czterokrotnie również zdobywał medale torowych mistrzostw Holandii. Nigdy nie wystąpił na igrzyskach olimpijskich.